# Élection de Miss Prestige national 2012
L’élection de Miss Prestige national 2012, est la seconde élection de Miss du Comité Geneviève de Fontenay, qui s’est déroulée le 4 décembre 2011. 
Une des candidates de Miss Prestige national, Miss Poitou-Charentes, Marion Amelineau, représente la France à Miss International 2012.

## Cérémonie
L'élection de Miss Prestige national Geneviève de Fontenay s’est tenue le 4 décembre 2011 au casino de Divonne-les-Bains dans l'Ain,
29 candidates étaient en compétition.
Les 7 finalistes ont été choisies par les internautes à partir du 28 novembre 2011 avec deux partenaires : le magazine Télé Loisirs et le site Internet wwww.mamiss2012.fr.
Un jury composé d'anciennes Miss et de personnalités ont élu la nouvelle Miss Prestige national 2012 et ses six dauphines. 
Il est à noter que la préparation de l'élection 2012 a connu des difficultés.
L'élection avait été annulée, le tribunal[Lequel ?] arbitral ayant rendu sa décision le 8 novembre 2011. Les délégués régionaux se sont alors constitués en associations afin de pouvoir tout de même maintenir l'élection le 4 décembre 2011 à Divonne. Mais à la suite de l'assignation devant le tribunal de grande instance de Nanterre pour contrefaçon et utilisation illicite de la marque déposée « Miss Nationale », l’élection, qui aura bien lieu, changera le titre donné pour « Miss Prestige national 2012 ».

## Classement final de l’élection
| Résultats finaux            | Candidates                                                 |
| --------------------------- | ---------------------------------------------------------- |
| Miss Prestige national 2012 | - Miss Prestige Cerdagne-Roussillon - Christelle Roca      |
| 1re dauphine                | - Miss Prestige Artois-Cambrésis-Hainaut - Maud Schatteman |
| 2e dauphine                 | - Miss Prestige Bretagne- Jessica Le Bleis                 |
| 3e dauphine                 | - Miss Prestige Provence- Margaux Barbry                   |
| 4e dauphine                 | - ' Miss Prestige Guadeloupe - Sandy Falémé                |
| 5e dauphine                 | - Miss Prestige Loire-Forez - Clémence Bonnidal            |
| 6e dauphine                 | - Miss Prestige Saint-Barthélemy - Tiffany Lédée           |

## Jury de Miss Prestige National[2],[3]
- Henry-Jean Servat, écrivain
- Sophie Vouzelaud, ancienne première dauphine de Miss France 2007
- Dounia Coesens, actrice
- Massimo Gargia, jet-setter
- Arnaud Dorcy, rugbyman
- Ève Angeli, chanteuse

## Participantes
| Région                                 | Nom                 | Âge | Taille | Résidence          | Élue le                              | Notes sur les candidates                  |
| -------------------------------------- | ------------------- | --- | ------ | ------------------ | ------------------------------------ | ----------------------------------------- |
| Miss Prestige Albigeois Midi-Pyrénées  | Laëtitia Tolfo      | 19  | 1,71 m | Montlaur           | 17 septembre 2011 à Lisle-sur-Tarn   |                                           |
| Miss Prestige Alsace                   | Morgane Mutschler   | 20  | 1,72 m | Geispolsheim       | 3 septembre 2011 à Duttlenheim       |                                           |
| Miss Prestige Aquitaine                | Lucie Salomon       | 19  | 1,74 m | Bazas              | 21 octobre 2011 à Bordeaux           |                                           |
| Miss Prestige Artois-Cambresis-Hainaut | Maud Schatteman     | 22  | 1,70 m | Lomme              | 2 octobre 2011 à Lapugnoy            |                                           |
| Miss Prestige Auvergne                 | Albane Haubin       | 20  | 1,73 m | Quinssaines        | 11 septembre 2011 à Cosne-d'Allier   |                                           |
| Miss Prestige Bretagne                 | Jessica Le Bleis    | 21  | 1,80 m | Pont-l'Abbé        | 30 septembre 2011 à Lannion          |                                           |
| Miss Prestige Cerdagne-Roussillon      | Christelle Roca     | 21  | 1,77 m | Perpignan          | 15 octobre 2011 à Saillagouse        |                                           |
| Miss Prestige Champagne-Ardenne        | Zara Alik           | 22  | -      | Revin              | 6 novembre 2011 à Reims              |                                           |
| Miss Prestige Côte Basque              | Marine Laurend      | 20  | 1,77 m | Bayonne            | 8 mai 2011 à Biarritz                |                                           |
| Miss Prestige Dauphiné Rhône-Alpes     | Charline Castel     | 20  | 1,71 m | Annoisin-Chatelans | 30 octobre 2011 à Valence            |                                           |
| Miss Prestige Flandre                  | Emmanuelle Wheatley | 20  | 1,77 m | Calais             | 1er octobre 2011 à Saint-Pol-sur-Mer |                                           |
| Miss Prestige Franche-Comté            | Laurine Le Niavose  | 24  | 1,71 m | Foucherans         | 15 octobre 2011 à Poligny            |                                           |
| Miss Prestige Guadeloupe               | Sandy Famélé        | 19  | 1,82 m | Baie-Mahault       | 27 août 2011 à Saint-François        |                                           |
| Miss Prestige Île Intense Réunion      | Raïssa Chevalier    | 22  | -      | Saint-Louis        | 8 novembre 2011 à Saint-Benoît       |                                           |
| Miss Prestige Loire-Forez              | Clémence Bonnidal   | 22  | 1,78 m | Saint-Galmier      | 24 septembre 2011 à Saint-Étienne    |                                           |
| Miss Prestige Lorraine                 | Sandra Bendjeriou   | 18  | 1,73 m | Serémange          | 29 octobre 2011 à Thionville         |                                           |
| Miss Prestige Martinique               | Cyndie Prudent      | 21  | 1,74 m | Le Lamentin        | 9 août 2011 à Fort-de-France         |                                           |
| Miss Prestige Normandie                | Mathilde Duriez     | 21  | 1,87 m | Évreux             | 25 octobre 2011 à Forges-les-Eaux    |                                           |
| Miss Prestige Paris Île-de-France      | Mélanie Gillot      | 18  | 1,76 m | Sannois            | 3 novembre 2011 à Rungis             |                                           |
| Miss Prestige Pays de l'Ain            | Pauline Fondimare   | 19  | 1,74 m | Parcieux           | 7 octobre 2011 à Divonne-les-Bains   |                                           |
| Miss Prestige Pays de Loire            | Déborah Lefebvre    | 19  | 1,73 m | Le Mans            | 5 novembre 2011 à Segré              |                                           |
| Miss Prestige Pays de Savoie           | Sarah Bonneau       | 17  | 1,73 m | Gaillard           | 23 septembre 2011 à Gaillard         |                                           |
| Miss Prestige Picardie                 | Lisa Bévière        | 20  | 1,74 m | Guise              | 30 octobre 2011 à Saint-Quentin      |                                           |
| Miss Prestige Poitou-Charentes         | Marion Amélineau    | 22  | 1,79 m | Givrand            | 22 octobre 2011 Soubise              | Candidate à Miss International 2012.      |
| Miss Prestige Provence                 | Margaux Barbry      | 18  | 1,80 m | Aix-en-Provence    | 17 juillet 2011 à Saint-Cyr-sur-Mer  | Candidate à Miss Model of the World 2012. |
| Miss Prestige Rouergue Monts du Quercy | Charlotte Soulié    | 21  | 1,78 m | Labastide-Marnhac  | 28 octobre 2011 à Montauban          |                                           |
| Miss Prestige Saint-Barthélemy         | Tiffany Lédée       | 18  | 1,75 m | Saint-Barthélemy   | 14 août 2010 à Saint-Barthélemy      |                                           |

### Observations
Notes sur les candidates
- Miss Prestige Lorraine : Alison Chaurand a été destituée à la suite de la parution de photos osées. La première dauphine, Caroline Sémin, étant suspectée d'avoir eu recours à la chirurgie esthétique[4], la couronne revient à Sandra Bendjeriou, deuxième dauphine[5].

- Miss Prestige Artois-Cambrésis-Hainaut : Maud Schatteman, est candidate de la télé réalité Bachelor, le gentleman célibataire sur NT1 en 2013.

Absences
Devant initialement participer à l'élection, Miss Prestige Limousin et Miss Prestige Saint-Martin étaient absentes. En effet leur comité n'a donné aucun moyen possible pour qu'elles se rendent à l'élection[réf. nécessaire]. Finalement, la représentante saint-martinoise et la 2e dauphine de Miss Prestige Limousin ont pu participer à l'élection de Miss Prestige National 2013, l'année suivante.
| Région                     | Nom              | Âge              | Taille           | Résidence        | Élue le                        |
| -------------------------- | ---------------- | ---------------- | ---------------- | ---------------- | ------------------------------ |
| Miss Prestige Languedoc    | Élection annulée | Élection annulée | Élection annulée | Élection annulée | Élection annulée               |
| Miss Prestige Limousin     | Laure Bertin     | 21               | 1,75 m           | Limoges          | 9 septembre 2011 à Limoges     |
| Miss Prestige Saint-Martin | Maricka Regent   | 18               | 1,72 m           | Saint-Martin     | 30 juillet 2011 à Saint-Martin |